# Aleksander Pudło
Aleksander Pudło (ur. 9 maja 1925 w Zawierciu, zm. 1 czerwca 1993 w Koszalinie – pułkownik organów bezpieczeństwa PRL, kierownik Grupy Operacyjnej Nr 3 MSW w Leningradzie.

## Życiorys
Syn Edwarda i Danieli. Funkcjonariusz aparatu bezpieczeństwa od 1945. Początkowo służy w PUBP w Gubinie (1945–1948). Ukończył Roczną Szkołę Oficerską Centrum Wyszkolenia MBP w Legionowie (1948–1949). Następnie pełnił funkcje w PUBP w Żninie (1949–1950), oraz w WUBP w Poznaniu (1950–1954), m.in. zajmując się zabezpieczeniem Obiektu UBP nr 14, Zakładów Metalowych im. Józefa Stalina w Poznaniu (1952–1954). Ukończył Dwuletnią Szkołę Podwyższania Kwalifikacji Aktywu Kierowniczego Ośrodka Szkolenia KdsBP w Warszawie (1954–1956). Po jej ukończeniu był nacz. wydz. II WUdsBP/KW MO w Koszalinie (1956–1975), w dyspozycji dyr. Departamentu Kadr MSW (1975–1980), na etacie niejawnym st. inspektora Departamentu II p.o. kier. Grupy Operacyjnej Nr. 3 MSW w Leningradzie, wykonującym swoje zadania pod przykryciem wicekonsula/konsula ds. morskich Konsulatu Generalnego PRL w Leningradzie (1975–1980). Po powrocie do kraju powierzono mu funkcję zastępcy nacz./nacz. wydz. VI, następnie nacz. wydz. XIII Departamentu II w MSW, oraz zastępcy szefa ds. SB WUSW w Koszalinie (1985–1990).